# Eugenio Baioni

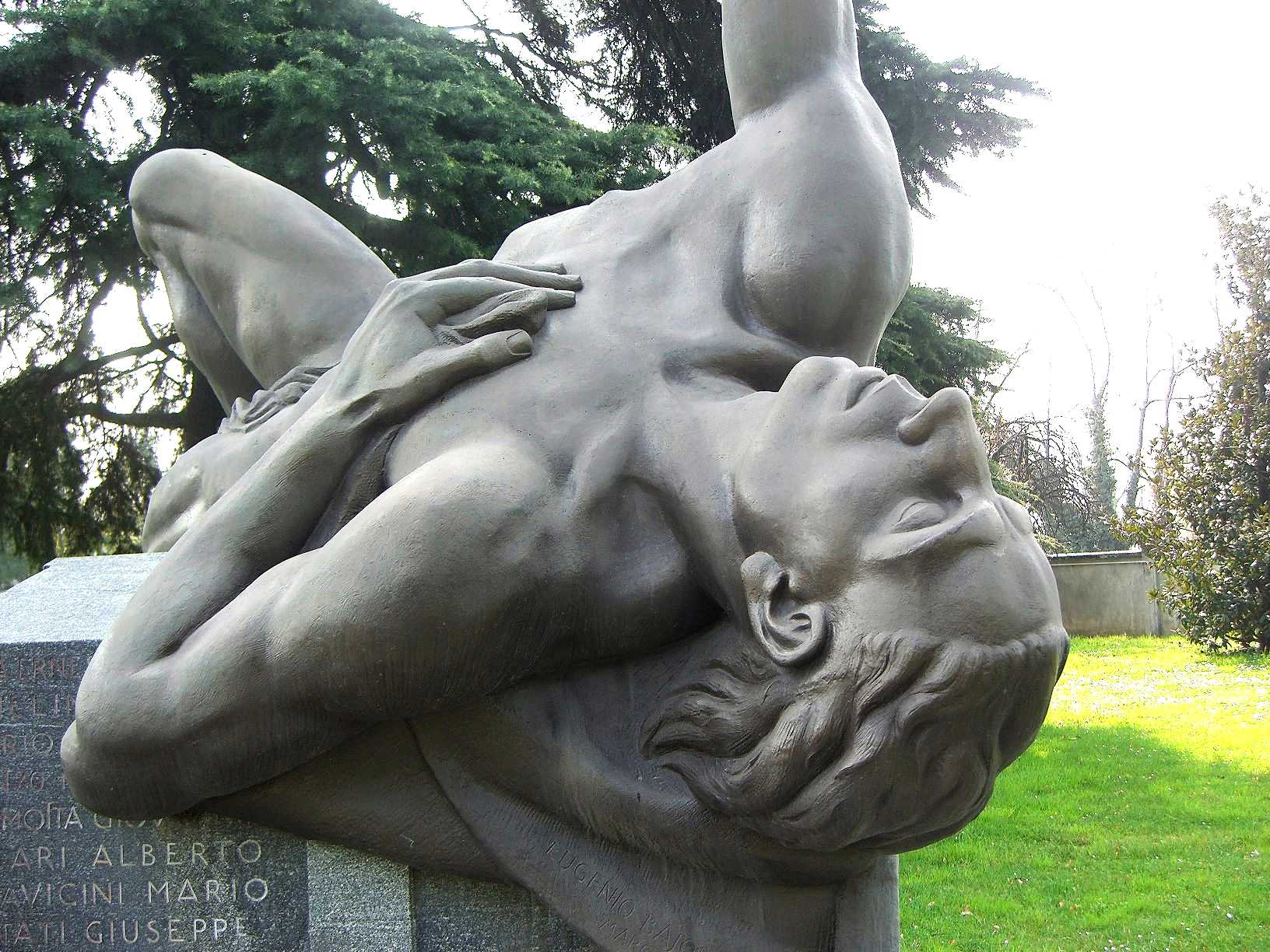
Monumento ai Partigiani Caduti - Cimitero di Monza

Eugenio Baioni (Monza, 1880 – Monza, 1936) è stato uno scultore e pittore italiano.

## Biografia
Eugenio Baioni, alias Eugenio Bajoni, si appassiona rapidamente alla scultura e si reca, come apprendista, nel laboratorio dei fratelli Massardi a Brescia. Contemporaneamente frequenta la scuola di disegno di Virle non lontana dal laboratorio. Una volta appresi i rudimenti si trasferisce a Milano dove inizia a lavorare con Primo Giudici e a frequentare i corsi serali dell'Accademia di Brera. In quegli anni riesce anche ad ottenere una borsa di studi, vincendo il Premio Brozzoni. 
Rientrato ferito dal conflitto mondiale, decide di dedicarsi pienamente alla scultura e alla pittura.
Apre un suo laboratorio dove accoglie anche allievi come Ugo Galletti sul quale avrà una notevole influenza.

Baioni aveva conosciuto Galletti presso il Coenobium monzese, un gruppo di artisti monzesi che aveva come obiettivo di portare una ventata di modernità nell'arte cittadina. Di questo gruppo facevano parte tra l'altro Anselmo Bucci e Guido Caprotti, con i quali mantenne sempre uno stretto legame.
Partecipa al concorso indetto per la realizzazione del Monumento ai Caduti indetto dalla città di Monza, che sarà poi vinto da Enrico Pancera. Per avere un'idea del suo progetto si può considerare una piccola scultura in bronzo, oggi conservata presso i Musei Civici di Monza, intitolata "Il sacrificio": un uomo, rappresentato sdraiato, tiene la sua mano sinistra sul cuore mentre la destra, tesa verso il cielo, tiene una fiaccola. Quella figura avrebbe dovuto costituire la parte centrale della scultura ideata per il monumento ai caduti della sua città.
Nel 1949 la scultura di Baioni fu poi ripresa come modello per un monumento ai Caduti della Liberazione da collocare nel Cimitero urbano di Monza. Questa scelta fu fortemente sostenuta dall'amico Bucci per onorare lo scultore scomparso.
Baioni muore nella sua città natale nel 1936.

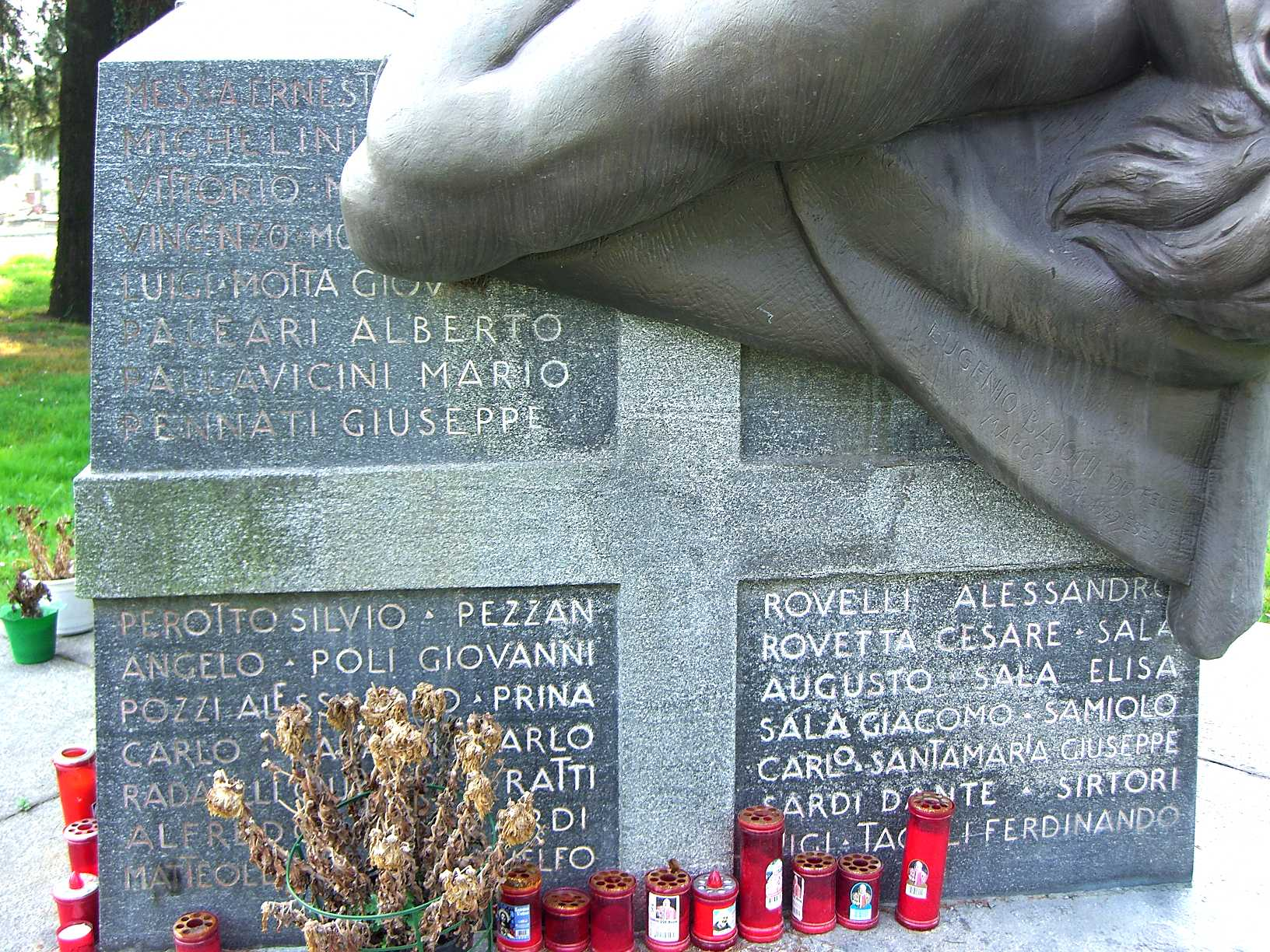
Monumento ai Partigiani Caduti 1949 - Cimitero di Monza

## Opere
- "Lo scugnizzo" (1908) ritratto di Anselmo Bucci in bronzo, presso Musei Civici di Monza
- "Il Coenobium monzese" (1908) olio su tela, incollato su tavola, presso Musei Civici di Monza
- "Vittoria alata" (1909) scultura in bronzo firmata, alta 56 cm, collezione privata
- "Il mercato" (1910) olio su tela, presso Musei Civici di Monza
- "Autoritratto" (1911) olio su tela, presso Musei Civici di Monza
- "Viale nel parco" (1913) olio su tavola, presso Musei Civici di Monza
- "Il sacrificio" (1926) bozzetto in bronzo e marmo per il Monumento ai Caduti (Monza), presso Musei Civici di Monza[6]
- "Il monumento ai Partigiani caduti" (1919), scultura in bronzo presso il Cimitero di via Ugo Foscolo, Monza